# Rue Lobineau
La rue Lobineau est une voie située dans le quartier de l'Odéon dans le 6e arrondissement de Paris.

## Situation et accès
La rue Lobineau est desservie à proximité par les lignes 4 et 10 à la station Odéon et 10 à la station Mabillon.

## Origine du nom
Elle porte le nom du moine bénédictin et historien Guy Alexis Lobineau (1667-1727), qui publia une Histoire de Paris, en raison du voisinage de l'abbaye de Saint-Germain-des-Prés.

## Historique
Cette rue, ouverte par décret ministériel du 12 novembre 1817 sur le site de l'ancienne foire de Saint-Germain-des-Prés, prend sa dénomination actuelle par une ordonnance du 12 mai 1841.

## Bâtiments remarquables et lieux de mémoire
- Jean-Baptiste Blondel édifia, en même temps que le marché Saint-Germain, le corps de boucherie. Celui-ci s’ouvrait sur toute la longueur de la rue Lobineau par une série d’arcades. Seuls les Nos 11-13 ont conservé ces arcades. L’architecte Jean-Pierre Duthoit eut l’autorisation d’élever un immeuble sur les vestiges, en 1992[2].
- Le marché Saint-Germain.

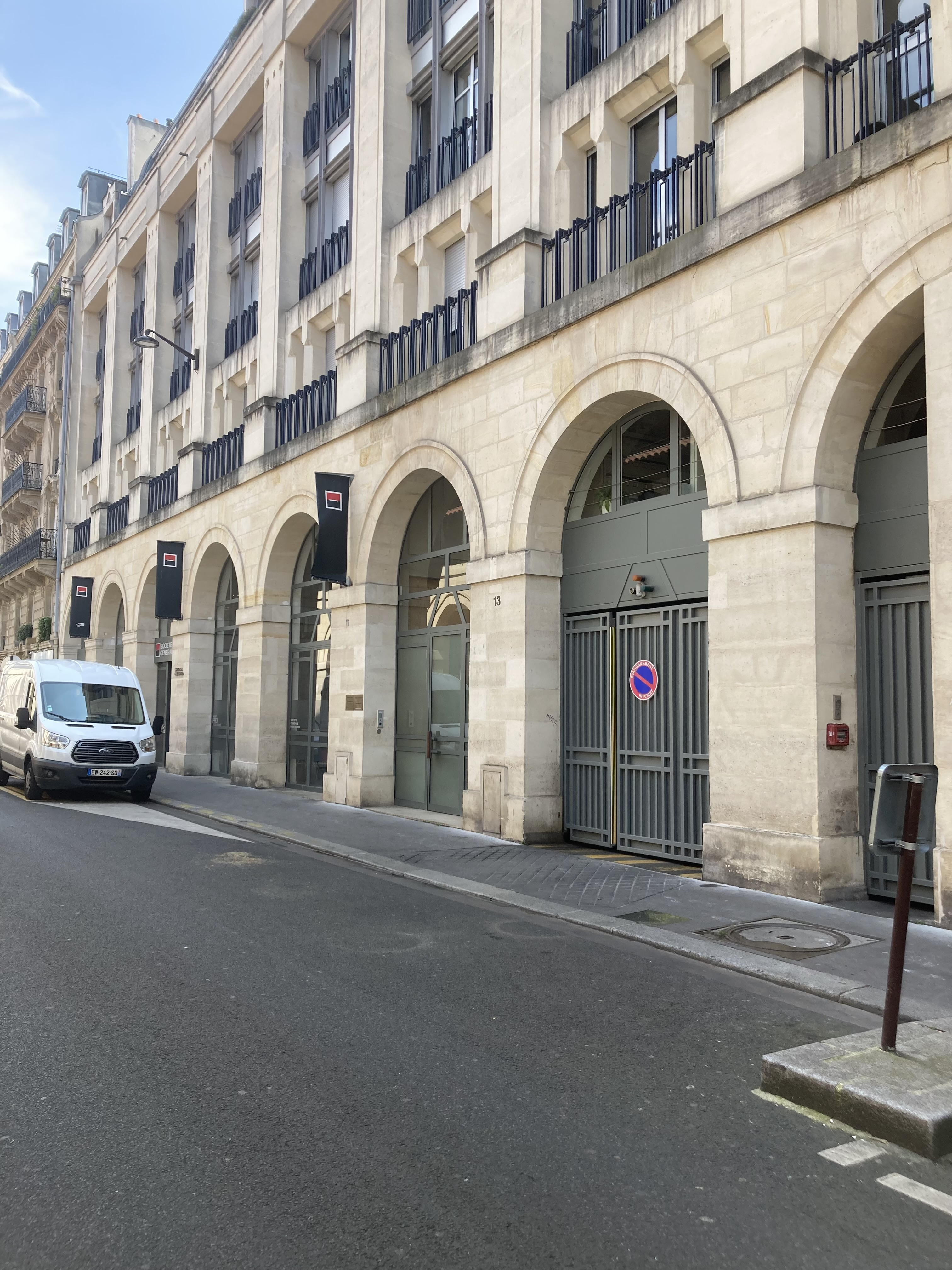
Corps de boucherie du marché Saint-Germain.
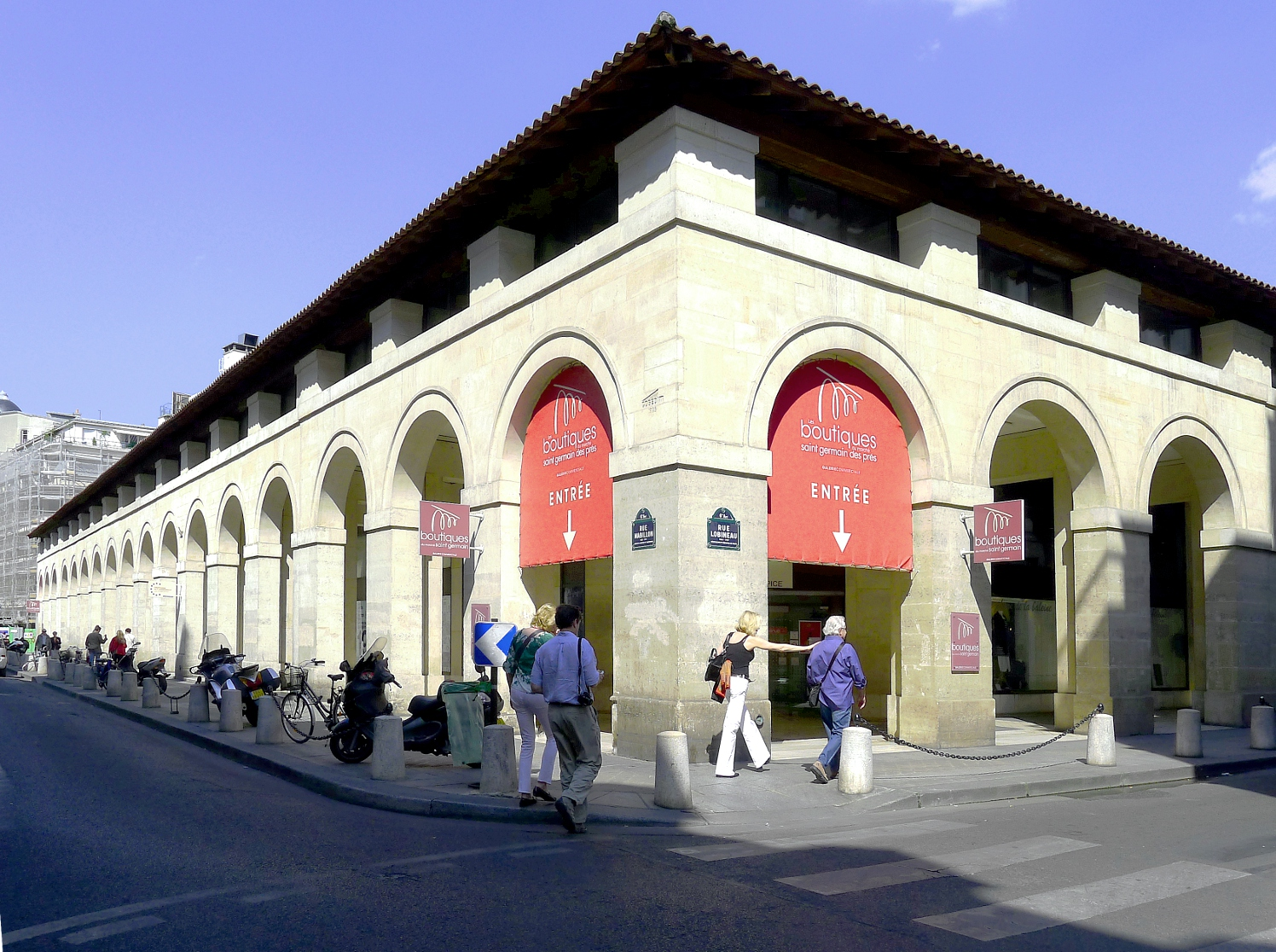
Le marché Saint-Germain.